# Сын Розовой пантеры
«Сын Розовой пантеры» (англ. Son Of The Pink Panther) — комедия. Восьмой и заключительный фильм режиссёра Блейка Эдвардса из серии, продолжающий историю приключений инспектора Клузо после фильма «Проклятие Розовой Пантеры».

## Сюжет
Прошло почти 30 лет с тех пор, как инспектор Жак Клузо помог Марии Гамбрелли избежать обвинения в убийстве. Мария с тех пор переехала в приморский город. Туда же приехала и принцесса Ясмин из государства Лугаш, сопровождающая своего отца. Принцессу похитили, и из-за связей между Францией и Лугашем старшему инспектору Дрейфусу поручено её найти. Ему препятствует местный полицейский Жак. Дрейфус неожиданно узнает, что Жак — сын Марии. А вскоре выясняется ещё более невероятный факт: Жак — сын Клузо. Теперь Жак и Дрейфус вместе пытаются найти принцессу.

## В ролях
- Роберто Бениньи — Жандарм Жак Гамбрелли
- Герберт Лом — Комиссар полиции Шарль Дрейфус
- Шабана Азми — Королева
- Дебра Фарентино — Принцесса Ясмин
- Клаудия Кардинале — Мария Гамбрелли
- Дженнифер Эдвардс — Юсса
- Роберт Дави — Ханс Забра
- Марк Шнайдер — Арнон
- Майк Старр — Ханиф
- Кенни Спэлдинг — Гарт
- Антон Роджерс — Шеф Чарльз Лазар
- Бёрт Квок — Като Фонг
- Грэм Старк — Профессор Огюст Болльс
- Оливер Коттон — Кинг Харояк
- Аарон Ипале — Джаффар
- Наташа Павлович — Рима